# K·巴拉坎德

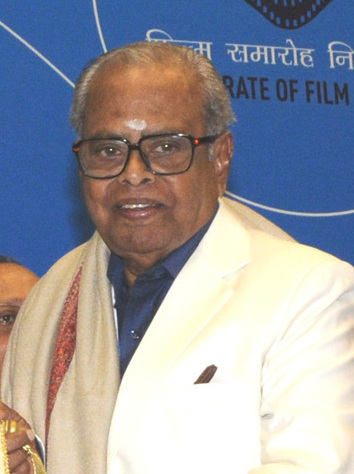
K·巴拉坎德

K·巴拉坎德（1930年7月9日 - 2014年12月23日）是印度剧作家、泰米爾語电影导演、电影制片人、编剧和演员 。K·巴拉坎德曾获得过9项印度國家電影獎、达达萨赫布·法尔克奖以及莲花士勋章。